# Cuori al verde
Cuori al verde è un film del 1996 diretto da Giuseppe Piccioni.

## Trama
Tre piccolo-borghesi in crisi si incontrano e si scontrano: Stefano, da poco laureato in filosofia, non riesce a trovare lavoro e viene abbandonato dalla fidanzata, arrivando a tentare il suicidio ingurgitando degli antidepressivi; Giulio, un pragmatico idraulico separato dalla moglie, frequenta un'amica dalle pretese intellettuali troppo elevate per lui e nel frattempo cerca di gestire la relazione con la figlia adolescente Rebecca; Lucia, ex cameriera truffata dal fidanzato Piero, per far fronte ai debiti si ricicla come prostituta d'alto bordo. Le vite dei tre si intrecciano quando Stefano, in procinto di togliersi la vita, viene salvato da Giulio che lo ospita in casa propria e, nel tentativo di distrarlo integrandolo nella propria routine lavorativa, lo porta con sé in casa di Lucia, dove è stato chiamato per effettuare una riparazione. Stefano perde la testa per Lucia e tenta in ogni modo di attirare le sue simpatie, ma la donna sembra molto disinteressata e soprattutto pessimista per via delle delusioni subite in passato. Stefano inoltre, preso dalle sue fantasie ingenue, non si accorge del lavoro di Lucia e anche quando Giulio glielo fa notare, l'uomo continua a corteggiarla.

## Riconoscimenti
- Annecy
- Bastia
- Alpe Huez